# Cynthia bruchi
Cynthia bruchi är en fjärilsart som beskrevs av Köhler 1945. Cynthia bruchi ingår i släktet Cynthia och familjen praktfjärilar. Inga underarter finns listade i Catalogue of Life.